# Tina Knowles
Tina Knowles, właściwie Celestine Ann Beyoncé Knowles-Lawson (ur. 4 stycznia 1954 w Galveston) – amerykańska projektantka mody pochodzenia kreolskiego, współzałożycielka marki House of Deréon. 

## Życiorys
Tina w 1980 roku wyszła za Mathew Kowlesa, z którym ma dwójkę dzieci - Beyoncé i Solange. 11 listopada 2009 roku Tina Knowles złożyła pozew o rozwód z Mathew Knowlesem. 
Początkowo Tina projektowała i szyła stroje dla Destiny's Child, gdyż zespół nie miał pieniędzy na oryginalne kostiumy. Gdy popularność grupy zaczęła rosnąć, członkinie zespołu mogły sobie pozwolić na zakup ubrań słynnych projektantów i udział Tiny znacznie się zmniejszył. 
Zainspirowane działalnością matki Knowles, Agnéz Deréon, Tina i Beyoncé założyły własny dom mody, House of Deréon. Projekty łączą styl hip hopowy z motywami z lat 40. i 70. Córki Tiny były modelkami marki i brały udział w reklamach.  
Tina Knowles zaprojektowała poza tym linię ubrań Miss Tina, która dostępna jest w Home Shopping Network.

Knowles jest właścicielką Headliners Hair Salon, jednego z najpopularniejszych salonów fryzjerskich w Houston.

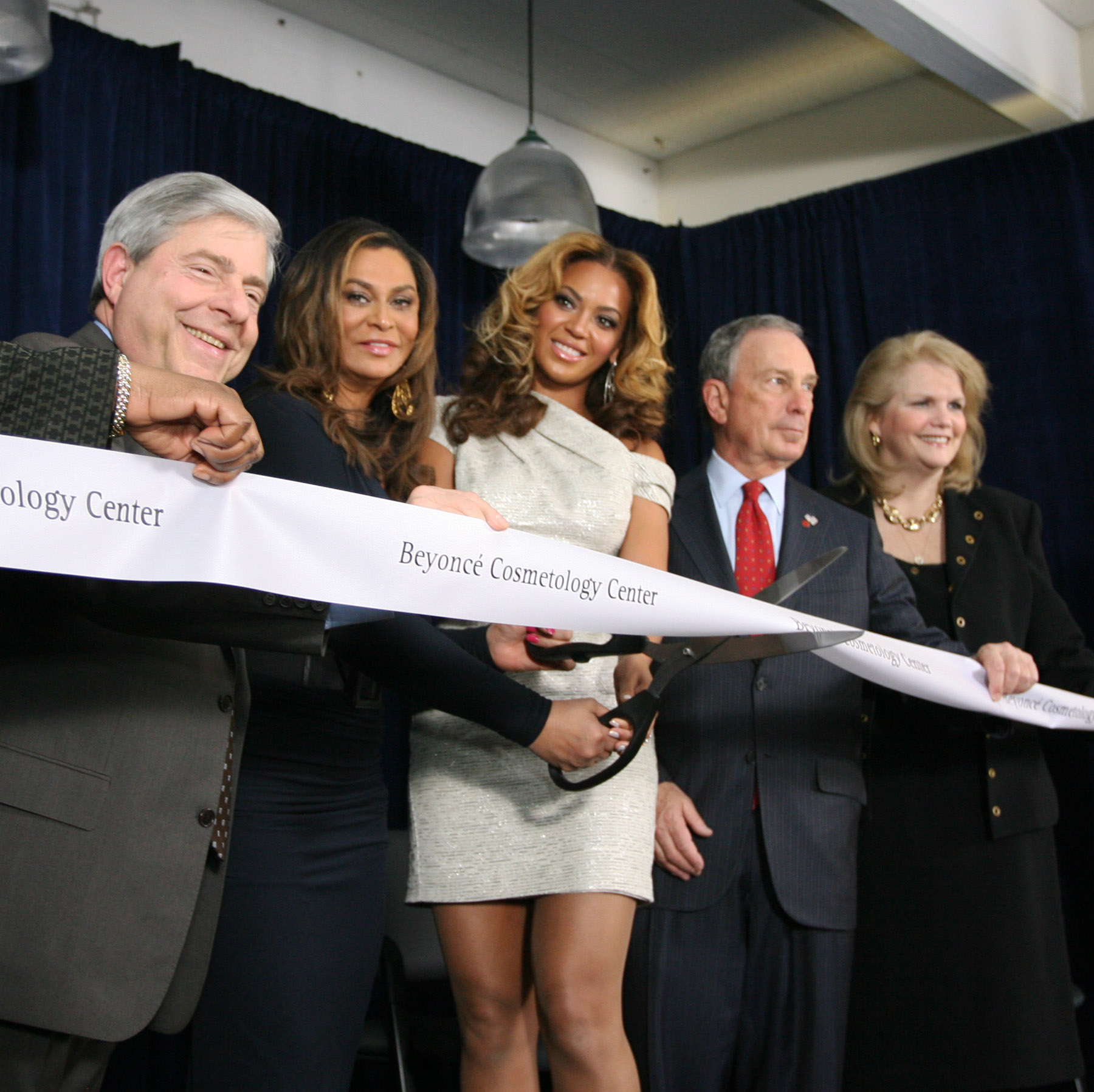
Tina Knowles (druga od lewej) podczas otwarcia Beyoncé Cosmetology Center w 2010 roku.

## Życie osobiste
Tina ma młodszego brata i jest ciotką Angeli Beyincé, asystentki Beyoncé.